# 青森県立黒石高等学校
青森県立黒石高等学校（あおもりけんりつくろいしこうとうがっこう）は、青森県黒石市にある県立の高等学校。県立の高等学校では唯一の看護師を養成する学科があり、5年一貫教育を行っている。
2020年、黒石高校（旧校）と黒石商業高校が統合され、新設の黒石高校が開校した。

## 設置学科
- 普通科
- 情報デザイン科（2020年新設）
- 看護科
  - 専攻科

## 沿革
前身校
- 1925年 - 黒石実科高等女学校として開校。
- 1943年 - 青森県黒石高等女学校と改称。
- 1946年 - 青森県立黒石高等女学校と改称、県立移管。

黒石高校（旧校）
- 1948年 - 学制改革に伴い、青森県立黒石高等学校と改称。
- 2006年 - 英語科の生徒募集を停止。
- 2013年4月 - 定時制課程の生徒募集停止。
- 2016年3月 - 定時制課程を閉課。
- 2022年3月 - 旧・黒石高校閉校予定。

新・黒石高校
- 2020年4月 - 黒石商業高校と統合し新校として黒石高校が開校。情報デザイン科を新設した。

## 所在地
- 青森県黒石市西ヶ丘65番地

## アクセス
- 弘南鉄道弘南線黒石駅から、
  - 徒歩10分。
  - 黒石市回遊バスぷらっと号「厚生病院線」に乗車し、「黒石高校前」バス停下車。
- 弘南バス 『黒石～川部線』に乗車し、「黒石高校入口」バス停下車後、徒歩5分。

## 主な卒業生
- 畑山茂雄（陸上競技選手、円盤投）
- 鈴木孝雄（政治家、元田舎館村長）